# Скамарчо, Риккардо
Риккардо Дарио Скамарчо (итал. Riccardo Dario Scamarcio, род. 13 ноября 1979, Трани) — итальянский актёр и кинопродюсер.

## Биография
Родился 13 ноября 1979 года в местечке Андрия. В 16 лет по совету друга в конце 90-х годов он переехал в Рим, чтобы учиться в Национальной школе кино, где он обучался со многими известными ныне кинематографистами. Актёрский дебют Риккардо состоялся в сериале «Школьные друзья»(2001), а его первая роль в художественном фильме состоялась в картине «Лучшие из молодых» Марко Туллио Джордана (2004).
В 2004 году он прославился благодаря фильму «Три метра над небом» (2004), основанном на одноимённом романе Федерико Мочча. Успех таков, что он становится секс-символом и одним из самых востребованных актёров на рынке: позже, фактически, он работает в фильме «Техас», режиссёра Фаусто Паравидино.
Он также снялся в различных видеоклипах: «Необыкновенная», вместе с Виттория Пуччини и в «Драматургия» группы Вибрации, в 2008 году. В 2007 году он должен был принять участие в видеоклипе Тициано Ферро «Я сфотографирую тебя», но ему пришлось отказаться, так как он начал сниматься в фильме «Я хочу тебя». В 2008 году он возвращается на большой экран с триллером «Взгляд» режиссёра Серджио Рубини.
В марте 2010 года вышел новый фильм Ферзана Озпетека «Блуждающие мины», где он играет с Александром Прецьозо и Эннио Фантазичини. Он также основывает кинокомпанию под названием «Буэна Онда» со своей спутницей Валерией Голино и продюсером Виола Престьери. В 2011 году он снялся в главной роли в фильме «Руководство по любви 3», Джованни Веронези, и играет в театре в «Ромео и Джульетта» под руководством режиссёра Валерио Бинаско.

## Личная жизнь
С 2006 по 2016 год Скамарчо встречался с актрисой и режиссёром Валерией Голино. Они продолжают работать вместе даже после разрыва и поддерживают хорошие отношения. У Скамарчо есть дочь (род. 2020) от Ангарад Вуд. С 2021 года он находится в отношениях с итальянской актрисой Бенедеттой Поркароли.

## Фильмография
- Одноклассники (телесериал) (2001)
- Лучшие из молодых (2003)
- Сейчас или никогда(2003)
- Руки на его лице (2003)
- Три метра над небом (2004)
- Вкус крови (2004)
- Идеальный мужчина (2005)
- Техас (2005)
- Криминальный роман (фильм) (2005)
- Чёрная стрела[итал.] (мини-сериал) (2006)
- Учебник любви: Истории (2007)
- Я хочу тебя (2007)
- Мой брат – единственный ребёнок в семье (2007)
- Сказки стриптиз-клуба (2007)
- Он пытается лететь (2007)
- Удар глаза (2007)
- Итальянцы (2009)
- Рай на Западе (2009)
- Мечта по-итальянски (2009)
- Человек в чёрном (2009)
- Первая линия (2009)
- 11 минут (2010)
- Армандино и музей Мадре (2010)
- Холостые выстрелы (2010)
- Секрет воды (телесериал)(2012)
- Любовь: Инструкция по применению (2011)
- Палиция (2011)
- Римские приключения (2012)
- Красное и синее (2012)
- Козимо и Николь (2012)
- Осведомитель (2013)
- Эффи (2013)
- Пазолини (2014)
- Золотой мальчик
- Шеф Адам Джонс (2015)
- Декамерон (2015)
- Лондонский шпион (2015)
- Али и Нино (2016)
- Джон Уик 2 (2017)
- Идеальная западня (2018)
- Лоро (2018)
- Переводчики (2019)
- Привязывание (2020)
- Три семьи (2021)
- Последний Парадизо (2021)
- Тень Караваджо (2022)
- Призраки в Венеции (2023) - Витале Портфалио
- Моди: Три дня на крыльях безумия (2024)

## Номинации и награды
- Офицер ордена «За заслуги перед Итальянской Республикой» (2 июня 2009 года)[3]
- Кавалер ордена «За заслуги перед Итальянской Республикой» (27 декабря 2003 года)[3]

Премия «Серебряная лента» Центрального профсоюза киножурналистики Италии
- 2006 — Номинация в категории «Лучшая мужская роль второго плана» — за роли в фильмах «Техас» и «Совершенный человек» (2005)

Премия «Давид ди Донателло» Итальянской Академии кинематографии
- 2007 — Номинация в категории «Лучшая мужская роль второго плана» — за роль в фильме «Мой брат — единственный ребёнок в семье» (2007)

Международный кинофестиваль в Бари
- 2010 — Премия имени Джан Марии Волонте за лучшую мужскую роль — за роли в фильмах «Чёрный человек», «Первая линия» и «Мечта по-итальянски» (2009)